# Триплатинаэрбий
Триплатинаэрбий — бинарное неорганическое соединение
платины и эрбия
с формулой Pt3Er,
кристаллы.

## Получение
- Сплавление стехиометрических количеств чистых веществ:

{\displaystyle {\mathsf {3Pt+Er\ {\xrightarrow {1840^{o}C}}\ ErPt_{3}}}}

## Физические свойства
Триплатинаэрбий образует кристаллы
кубической сингонии,
пространственная группа P m3m,
параметры ячейки a = 0,40528 нм, Z = 1,
структура типа тримедьзолота AuCu3
.
Соединение конгруэнтно плавится при температуре 1840 °C .